# رنو ویلسون
رنو ویلسون (انگلیسی: Reno Wilson؛ زادهٔ ۲۰ ژانویهٔ ۱۹۷۰) یک هنرپیشه، و صدا پیشه اهل ایالات متحده آمریکا است. وی از سال ۱۹۸۸ میلادی تاکنون مشغول فعالیت بوده‌است.
او در فیلم دویدن تایسون بازی کرده‌است.